# إبراهيم الزعري
إبراهيم الزعري (بالهولندية: Brahim Zaari)‏ (12 أكتوبر 1989 بأمستردام في هولندا - ) هو لاعب كرة قدم هولندي في مركز حراسة المرمى. شارك مع منتخب المغرب لكرة القدم. أما مع النوادي، فقد لعب مع إف سي آيندهوفن ودين بوستش ونادي الرجاء الرياضي.

## وصلات خارجية
- إبراهيم الزعري على موقع قاعدة بيانات كرة القدم.إي يو (الإنجليزية)
- إبراهيم الزعري على موقع Soccerway.com (الإنجليزية)